# Dasymys foxi
Dasymys foxi је врста глодара из породице мишева (Muridae).

## Распрострањење
Врста је присутна у Нигерији.

## Станиште
Станишта врсте су мочварна подручја, саване и травна вегетација.

## Угроженост
Подаци о распрострањености ове врсте су недовољни.